# Артак Дашан
Артак Дашан (на арменски: Արտակ Դաշյան) е арменски футболист, полузащитник на донецкия „Металург“ и националния отбор по футбол на Армения.
Роден е на 20 ноември 1989 г., в Ереван, Арменска ССР.

## Клубна кариера
Дашан е възпитаник на футболната школа на „Шенгавит“. През 2006 г. получава предложение от „Бананц“, за който започва да играе в шампионата на Армения през 2007 г.
В шампионатния мач срещу „Ширак“ през 2009 г. оскърбява съдията, и веднага получава червен картон. Дисциплинарният комитет на Футболната федерация на Армения дисквалифицира играча за четири мача от първенството, а столичния клуб е глобен със сумата от 150 000 драми. 
След проби в „Металург“ (Донецк), треньор на който е бившият водач на „Бананц“, българина Николай Костов, Дашян подписва договор за 3 години с възможност за продължаване за още 2.